# Épercieux-Saint-Paul
Épercieux-Saint-Paul är en kommun i departementet Loire i regionen Auvergne-Rhône-Alpes i centrala Frankrike. Kommunen ligger i kantonen Feurs som tillhör arrondissementet Montbrison. År 2022 hade Épercieux-Saint-Paul 745 invånare.

## Befolkningsutveckling
Antalet invånare i kommunen Épercieux-Saint-Paul
| Referens: INSEE |